# January Jones
January Jones (Sioux Falls, Dakota del Sur; 5 de enero de 1978) es una actriz y exmodelo estadounidense.

## Biografía
January nació en Sioux Falls, Dakota del Sur, pero se crio en el pueblo de Mount Rushmore durante sus diez primeros años. Luego su familia se mudó de nuevo a Sioux Falls, la ciudad más grande de Dakota del Sur. Es hija de Karen Jones, administradora de una tienda de artículos deportivos, y Marvin Jones, entrenador y profesor de educación física. Tiene dos hermanas, Jacey y Jina.

## Carrera

### Modelaje
Después de graduarse en la Escuela Secundaria Roosevelt en Sioux Falls, se mudó a Nueva York para convertirse en modelo. A pesar de no haber tenido una altura suficiente para la misma profesión, obtuvo trabajos de modelaje, incluyendo anuncios de Abercrombie & Fitch, debido a su excelente apariencia.

### Actriz
Jones consiguió su primer trabajo de actuación en comerciales de televisión y descubrió que tenía talento para ello, a pesar de que no actuó en la escuela secundaria y no tenía ningún entrenamiento. Apareció en un par de pilotos de televisión y un show de televisión por cable antes de hacer su debut en It's the Rage en 1999, una película independiente para televisión y en el video "Love is blind" del disco Into the light de David Coverdale en el 2000. Su siguiente papel fue en la película de suspense The Glass House en 2001. En ese mismo año apareció junto a Bruce Willis, Cate Blanchett y Billy Bob Thornton en Bandits (2001).
Jones ha tenido papeles secundarios en Anger Management (2003), Love Actually (2003) y Dirty Dancing: Havana Nights (2004). En 2005, apareció como una esposa frustrada de un guardia de frontera de los Estados Unidos en la película Los tres entierros de Melquiades Estrada dirigida y protagonizada por Tommy Lee Jones. En We Are Marshall (2006), interpretó el papel de Carol Dawson, la esposa del entrenador de fútbol americano William "Red" Dawson.
También protagonizó Love's Enduring Promise y apareció en el episodio de la temporada 18 de Law & Order "Quit Claim" interpretando a una estafadora. El 14 de noviembre de 2009, Jones fue anfitriona de un episodio de Saturday Night Live, que contó con el invitado musical The Black Eyed Peas, dando una actuación que fue recibida con críticas negativas.
Fue parte del reparto de la serie dramática original de AMC Mad Men como la joven esposa y madre suburbana Betty Draper.
En 2011, protagonizó junto a Liam Neeson y Diane Kruger la película de suspense Desconocido, dirigida por Jaume Collet-Serra e interpretó a Emma Frost en X-Men: primera generación.
Jones ocupó el puesto número 82 en la lista de la revista Maxim de las 100 mujeres más atractivas de 2002. Mantuvo una relación con Josh Groban desde 2003 hasta 2006, pero se separaron en el verano de ese año, aunque todavía son amigos.
January mantuvo una relación durante tres años con el actor Ashton Kutcher y estuvo en una relación con Jason Sudeikis desde julio de 2010 hasta enero de 2011.
Jones dio a luz a su primer hijo, Xander Dane Jones, el 13 de septiembre de 2011 en el Centro Médico St. John en Santa Mónica, California. El padre del niño es desconocido. Tenía 8 meses de embarazo de su hijo Xander cuando tomó licencia por maternidad desde el rodaje de la quinta temporada de Mad Men. Volvió a trabajar 2 meses después de dar a luz a su hijo Xander.

## Filmografía
| Año       | Título                                   | Personaje            | Notas                 |
| --------- | ---------------------------------------- | -------------------- | --------------------- |
| 1999      | Sorority                                 | Número uno           | Telefilme             |
| 1999      | Get Real                                 | Jane Cohen           | 1 episodio            |
| 1999      | It's the Rage                            | Janice Taylor        |                       |
| 2001      | The Glass House                          | Chica                |                       |
| 2001      | Bandits                                  |                      |                       |
| 2002      | In My Life                               | Diane St. Croix      | Telefilme             |
| 2002      | Taboo                                    | Elizabeth            |                       |
| 2002      | Full Frontal                             | Tracy                |                       |
| 2003      | Anger Management                         | Gina                 |                       |
| 2003      | American Wedding                         | Cadence Flaherty     |                       |
| 2003      | Love Actually                            | Jeannie              |                       |
| 2004      | Dirty Dancing: Havana Nights             | Eve                  |                       |
| 2004      | Love's Enduring Promise                  | Missie Davis         | Telefilme             |
| 2005      | Huff                                     | Marisa Wells         | 2 episodios           |
| 2005      | Los tres entierros de Melquiades Estrada | Lou Ann Norton       |                       |
| 2006      | Swedish Auto                             | Darla                |                       |
| 2006      | We Are Marshall                          | Carole Dawson        |                       |
| 2008      | Law & Order                              | Kim Brody            | Episodio "Quit Claim" |
| 2009      | The Boat That Rocked                     | Elenore              |                       |
| 2011      | Unknown                                  | Elizabeth Harris     |                       |
| 2011      | X-Men: primera generación                | Emma Frost           |                       |
| 2011      | Seeking Justice                          | Laura Gerard         |                       |
| 2007-2014 | Mad Men                                  | Betty Draper Francis | Serie de TV           |
| 2013      | Sweetwater                               | Sarah Ramírez        |                       |
| 2014      | Good Kill                                | Molly Egan           |                       |
| 2015      | The Last Man On Earth                    | Melissa Shart        |                       |
| 2020      | Spinning Out                             | Carol Baker          |                       |

## Premios
Premios Primetime Emmy
| Año  | Categoría                      | Película | Resultado |
| ---- | ------------------------------ | -------- | --------- |
| 2009 | Mejor actriz - Serie dramática | Mad Men  | Nominada  |

Globos de Oro
| Año  | Categoría                                   | Título  | Resultado |
| ---- | ------------------------------------------- | ------- | --------- |
| 2010 | Mejor actriz de serie de televisión - Drama | Mad Men | Nominada  |
| 2009 | Mejor actriz de serie de televisión - Drama | Mad Men | Nominada  |

Premios del Sindicato de Actores
| Año  | Categoría                           | Título  | Resultado |
| ---- | ----------------------------------- | ------- | --------- |
| 2011 | Mejor reparto de televisión - Drama | Mad Men | Nominada  |
| 2010 | Mejor reparto de televisión - Drama | Mad Men | Ganadora  |
| 2009 | Mejor reparto de televisión - Drama | Mad Men | Ganadora  |
| 2008 | Mejor reparto de televisión - Drama | Mad Men | Nominada  |

Premios Satellite
| Año  | Categoría                       | Película | Resultado |
| ---- | ------------------------------- | -------- | --------- |
| 2009 | Mejor actriz de serie dramática | Mad Men  | Nominada  |